# GIMPS

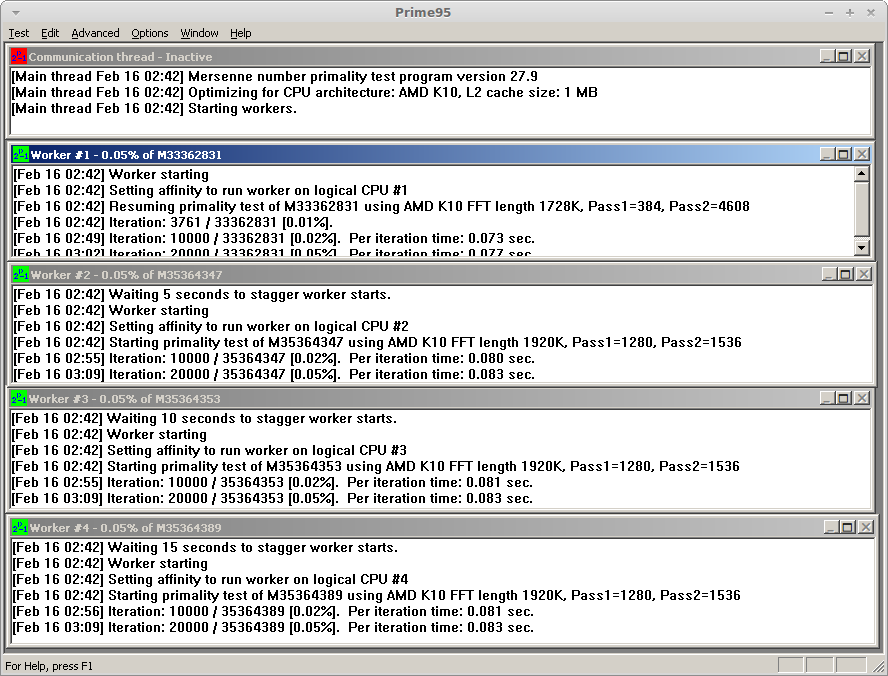

GIMPS(Great Internet Mersenne Prime Search)는 인터넷을 통해 무료로 다운로드할 수 있는 Prime95과 MPrime과 같은 특별한 소프트웨어를 사용하여 메르센 소수를 찾는 사람들의 공동 프로젝트이다.

## 소수 발견
모든 소수는 Mn의 형태로 표시되며, 여기서 n은 지수이다. 소수 자체는 2n - 1이며, 아래 표의 첫 번째 소수는 2136279841 - 1이다.

숫자 M32582657은 9,808,358 자릿수를 갖는다. 이 숫자의 크기를 시각적으로 표현하기 위하여, 표준적인 워드 프로세서 레이아웃(1 페이지에 50 라인, 1라인에 75자리 숫자)에 2,616 페이지가 필요하다.

## 같이 보기
- BOINC
- 프라임그리드

| 발견 일자        | 소수       | 자릿수   |
| ---------------- | ---------- | -------- |
| 2024년 10월 12일 | M136279841 | 41024320 |
| 2018년 12월 7일  | M82589933  | 24862048 |
| 2017년 12월 26일 | M77232917  | 23249425 |
| 2017년 6월 17일  | M74207281  | 22338618 |
| 2011년 1월 2일   | M57885161  | 17425170 |
| 2009년 6월 3일   | M42643801  | 12837064 |
| 2008년 8월 23일  | M43112609  | 12978189 |
| 2007년 9월 7일   | M37156667  | 11185272 |
| 2006년 9월 4일   | M32582657  | 9808358  |
| 2005년 12월 15일 | M30402457  | 9152052  |
| 2005년 2월 18일  | M25964951  | 7816230  |
| 2004년 5월 15일  | M24036583  | 7235733  |
| 2003년 12월 17일 | M20996011  | 6320430  |
| 2001년 4월 9일   | M13466917  | 4053946  |
| 1999년 6월 11일  | M6972593   | 2098960  |
| 1998년 1월 27일  | M3021377   | 909526   |
| 1997년 8월 24일  | M2976221   | 895932   |
| 1996년 11월 13일 | M1398269   | 420921   |